# Slag bij Narungombe
De Slag bij Narungombe was een militaire confrontatie tijdens de Oost-Afrikaanse Veldtocht in de Eerste Wereldoorlog. Deze vond plaats in juli 1917 in het zuiden van Duits-Oost-Afrika, nabij de Rovumarivier en de grens met Portugees-Oost-Afrika. Duitse troepen stonden tegenover geallieerde strijdkrachten, waaronder Portugese en Britse koloniale eenheden.

## Achtergrond
Na het uitbreken van de Eerste Wereldoorlog in 1914 vormde Oost-Afrika een secundair strijdtoneel binnen het bredere conflict. Hier stonden geallieerde troepen, bestaande uit Britse en Portugese koloniale eenheden, tegenover een kleinere doch uiterst effectieve Duitse strijdmacht onder bevel van generaal Paul von Lettow-Vorbeck. Deze Duitse commandant hanteerde een strategie van guerrillaoorlogvoering, waarbij zijn troepen mobiliteit, gedegen terreinkennis en flexibele tactieken benutten om de geallieerde opmars te frustreren.
Tegen 1917 hadden de geallieerde strijdkrachten aanzienlijke voortgang geboekt in Duits-Oost-Afrika. De Duitse troepen werden zuidwaarts teruggedrongen, richting de grens met Portugees-Oost-Afrika, waarbij de controle over watervoorzieningen en bevoorradingsroutes van cruciaal strategisch belang was.

## De Slag
De slag vond op 19 juli 1917 plaats bij Narungombe, een dorp in het zuidoosten van Tanzania op honderd kilometer van de Indische Oceaan. Het was een poging van de geallieerde troepen om de waterpunten in dit droge en uitdagende gebied te veroveren, wat essentieel was voor de militaire operaties. De geallieerde strijdmacht bestond voornamelijk uit  soldaten van de King’s African Rifles (KAR), aangevuld met Portugese en Zuid-Afrikaanse eenheden.
De geallieerde colonne trok op naar een bekende Duitse positie, maar werd geconfronteerd met hevig verzet van de goed voorbereide Duitse troepen. Ondanks hun numerieke inferioriteit wisten de Duitsers de aanval effectief af te slaan. Het ruige terrein en de extreme hitte was gunstig voor de defensieve positie van de Duitsers, terwijl de geallieerde troepen te kampen hadden met logistieke problemen en zware verliezen. Uiteindelijk zagen zij zich genoodzaakt zich terug te trekken.
Hoewel de Slag bij Narungombe geen beslissende overwinning opleverde voor een van beide partijen, onderstreepte het treffen opnieuw de doeltreffendheid van Lettow-Vorbecks tactieken van mobiele verdediging en uitputtingsoorlog. De slag vertraagde de geallieerde opmars en illustreerde de aanhoudende uitdagingen waarmee de geallieerden werden geconfronteerd in hun pogingen om de Duitse aanwezigheid in Oost-Afrika te neutraliseren.

## Eerbetoon
Als eerbetoon voor hun deelname aan deze slag, kregen het Ghana Regiment, de King's African Rifles en het Zuid-Afrikaanse 7e en 8e Infanterie Regiment de slagorde "Narungombe", wat hun rol en bijdrage in deze strijd erkent.

## Verder lezen
- Chisholm, Hugh (1922). The Encyclopædia Britannica, The Twelfth Edition, Volume 2. The Encyclopædia Britannica Company, LTD, New York.